# Квашені яблука
Ква́шені я́блука, або моче́ні я́блука — яблука, приготовані способом молочнокислого бродіння. Обидва поняття не завжди розцінюють як синоніми, деякі кулінари вважають, що при «мочінні» яблук, на відміну від квашення, нарівні з молочнокислим відбувається ще й спиртове бродіння.
Мочені яблука є різновидом фруктових консервів, які використовують як холодну закуску. Вони мають вигляд цілих плодів природного кольору (зазвичай світло-жовтого або зеленкуватого), з ледь поморщеною поверхнею і не надто твердим, але пружним м'якушем. Вирізняються характерним кисло-пряним запахом і специфічним, трохи різкуватим смаком. Це традиційна страва української, білоруської та російської народної кухні, практично не відома за межами Східної Європи[джерело?].

## Етимологія
Назви страви походять від дієслів «квасити» і «мочити». Перше вказує на біохімічний процес, якому яблука завдячують своїм характерним смаком. Це дієслово бере свій початок від давньословацького слова kvas, яким спочатку називали хмільний кислуватий напій. Зі словацької мови воно у первісному значенні увійшло в польську, латиську, українську та інші східнослов'янські мови. В українській мові термін набув ширшого значення, тут квасом стали називати будь-яку кислу рідину, отримувану шляхом бродіння. Відповідно, прикметник «квасний» в давні часи був синонімом до слів «кислий», «дріжджовий», а «квашений» означав «зброджений».
Друге дієслово могло бути синонімом до слова «квашений». Принаймні в російській мові ці назви збереглися як альтернативні: квашеними в Росії традиційно називають консервовані бродильним способом овочі, а моченими — так само заготовлені фрукти, ягоди і баштанні культури. Проте, епітет «мочені» міг виникнути безпосередньо від назви дії, яку виконували при консервуванні яблук — занурення їх у маринад (замочування, мочіння).

## Історія
Точний час появи цього наїдку невідомий, однак більшість гастрономів сходиться на думці, що квашені яблука заготовлювали ще у часи раннього середньовіччя. На користь такого припущення свідчить спосіб готування, адже молочнокисле бродіння було добре знаним у часи Київської Русі та широко застосовувалось для консервування різних овочів, перш за все капусти й огірків. Показово, що розсільне консервування в діжках не набуло популярності в сусідніх країнах, а стало визначальною рисою саме східнослов'янських кухонь. Що ж стосується мочених яблук, то вони за межами Східної Європи так і не стали відомими взагалі. Натомість у способі готування мочених яблук у східноєвропейських народів немає відмінностей — свідчення того, що ця технологія виникла ще до відокремлення етносів.
Технологію квашення яблук породила необхідність переробити найбільш доступну в ті часи садовину, яку тоді не вміли зберігати свіжою. Традиційно до її заготівлі приступали пізньої осені після збирання основного врожаю. Попри свою давність звичай готувати цю закуску зберігався на східноєвропейських теренах стало. Популярність квашених яблук і незмінність їхньої рецептури пояснювались дешевизною сировини, її доступністю у краях зі слабко розвиненим сільським господарством, простотою виготовлення, а також відсутністю вітамінних замінників у холодну пору року. В меню селян ця закуска була буденною, особливо наприкінці зими — початку весни, коли запаси провіанту закінчувались, а свіжа городина ще не вродила. Мочені яблука завдяки тривалому терміну зберігання вживали в їжу практично до нового врожаю. До кінця XIX сторіччя на столі заможних людей квашені яблука поступово витіснялись іноземними запозиченнями, зокрема, компотами на основі пряних і кисло-солодких маринадів.
У радянський період мочені яблука відновили свої споживацькі позиції. Їх масово заготовлювали і популяризували у продажу в рамках ідеологічної програми творення нової свідомості, згідно з якою громадянам СРСР личило споживати тільки найпростішу їжу (чужоземні продукти, технології і навіть терміни вважалися «буржуазними надмірностями»). Цей ідеологічний примус призвів до швидкого зниження попиту на мочені яблука після розпаду СРСР, коли на пострадянському просторі з'явились доти невідомі імпортні страви і продукти. Як наслідок, у XXI столітті промислове виробництво квашених яблук припинилось, відтоді цю закуску готують переважно домашнім способом у малих об'ємах.

## Складники
Для приготування цього наїдку традиційно використовують лише кислі осінні й зимові сорти яблук, найкращими з яких вважають антонівку, ренет Симиренка, пепін, аніс, титовку, скрижапель. Це не тільки данина звичаям, а й кулінарна необхідність, тому що лише ці сорти мають твердий м'якуш, який після квашення добре зберігає природну форму. Яблука літніх сортів через високий вміст цукру інтенсивно бродять і зазвичай репаються. У краях з нерозвинутим садівництвом іноді квасять навіть ранетки — дикі й напівкультурні дрібні яблука. Щоби запобігти псуванню закуски плоди беруть лише зняті з дерева, оскільки ті, що впали на землю, мають приховані ушкодження.
Маринад для заквашування яблук у найпростішому випадку може складатися з води, цукру і солі. Втім, таке поєднання консервантів не завжди уберігає від появи в готовому продукті плісняви, тому застосовується рідко. Найчастіше до розсолу, в якому замочують яблука, додають житнє борошно, житній або ячмінний солод. Раніше в умовах сільського побуту ці зернові закваски почасти заміняла житня, ячмінна або пшенична солома. Крім того, добрим середовищем для заготівлі мочених яблук вважають квашену капусту.
Перелічених інгредієнтів досить, аби розпочалось молочнокисле бродіння, однак для смачної закуски важливо, щоби в неї не було стороннього присмаку. Навіть часткове псування квашених фруктів може призвести до появи гіркоти або затхлого запаху. З огляду на це, в маринад для мочених яблук, як правило, додають супутні речовини, які перешкоджають розвиткові бактерій, що спричинюють гниття. Здавна найпоширенішими «консервантами» у сільському побуті були листки вишні або смородини, рідше трава материнки, м'яти, меліси чи дубове листя. У північних районах цю функцію виконували листя або ягоди горобини, а також калина, журавлина. В умовах централізованої торгівлі ця невибаглива зеленина часто недоступна пересічним споживачам, тому з XX століття городяни зазвичай замінюють її приправами з бактеріостатичними властивостями: комбучею, сухою гірчицею і гвоздикою. Остання ще й додає моченим яблукам приємного запаху, нарівні з нею інколи вживають ще один поширений яблучний ароматизатор — корицю. Іноді за аналогією з квашеною капустою в мочені яблука додають типово «овочеві» прянощі: духмяний перець, кріп, аніс, кмин, чорний і червоний перець, естрагон, васильки, чабер. Пряні квашені яблука за смаком наближаються до компотів-десертів, тому щоби підкреслити кисло-солодкий смак цієї закуски її іноді підсолоджують лакрицею, медом.

## Приготування

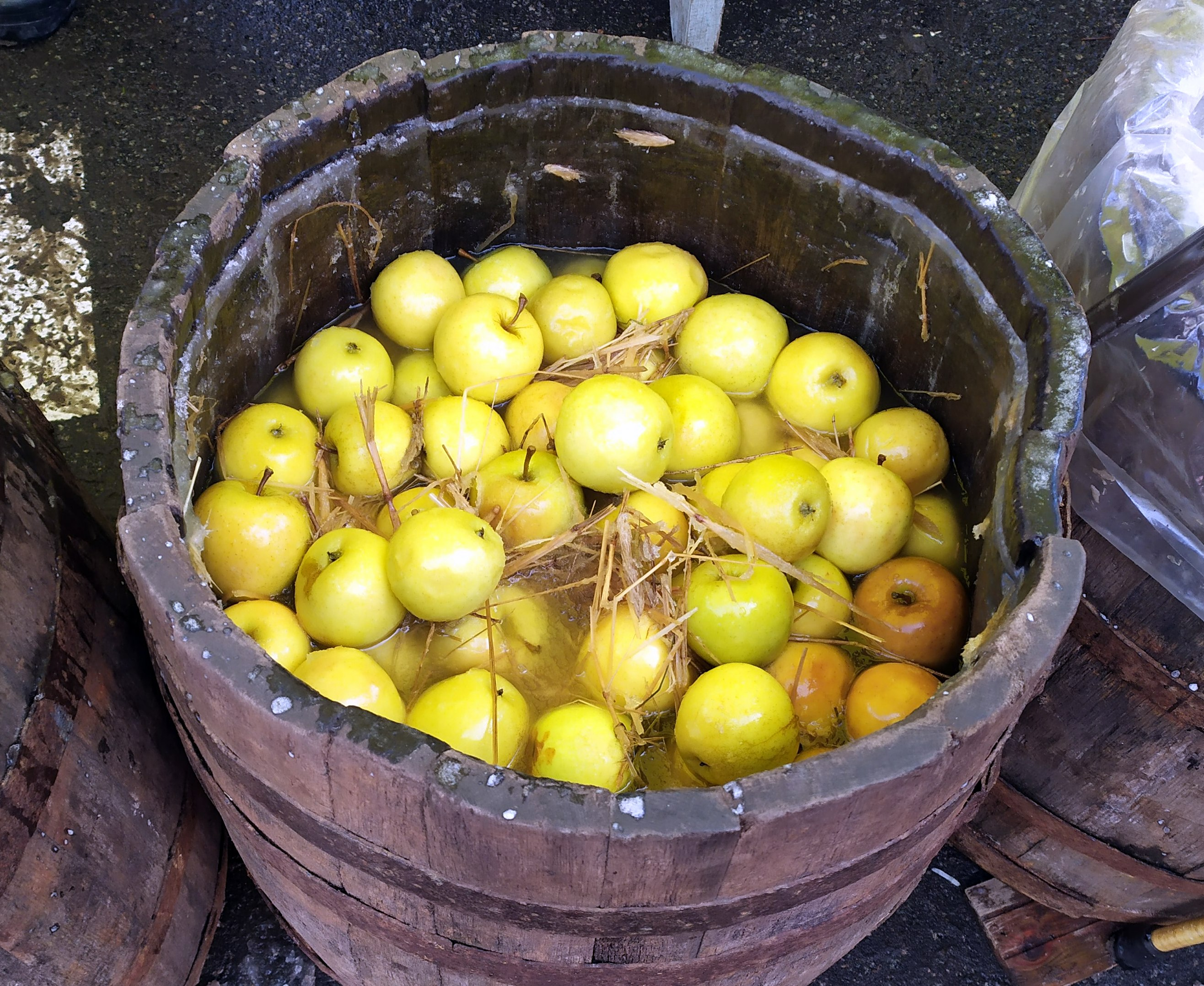
Мочені яблука в бочці

За давніми технологіями мочені яблука заготовлювали у великій кількості в бочках, кадобах чи діжках, які ставили у прохолодні приміщення: підвал, льох, комору, льодовню. Для квашення були придатні як нові бочки, так і ті, що вже були у користуванні, наприклад, з-під квашеної капусти. Перевагу віддавали дубовому посуду, тому що під час квашення частка дубильних речовин переходила з деревини у розсіл і перешкоджала розвитку плісняви. Якщо ж хотіли отримати меншу кількість мочених яблук, то їх просто вкладали у кадоби з квашеною капустою.
Плоди щойно зірвані з дерева не заготовляли, для поліпшення смаку їх залишали на 10—20 днів достигнути, тоді квашені яблука виходили запашними й не надто твердими. Перед заготівлею посуд ошпарювали окропом для дезінфекції, викладали дно обробленими окропом соломою і листям. Для приготування розсолу в переварену воду додавали сіль, цукор, борошно (солод), іноді додатково проварювали кілька хвилин. Потім у діжку насипали яблука, перешаровуючи їх через 3–4 ряди листям, соломою і прянощами. Для рівномірної ферментації яблука для заготівлі намагались брати однакового розміру і без ушкоджень. Зверху наливали теплий розсіл, іноді ще й прикривали соломою, листям. Посуд для квашення яблук не зачиняли щільно, щоби бродильні гази не зірвали кришку. Солома запобігала розчавленню фруктів при щільному укладанні в кадіб, але її надмір був небажаним, оскільки міг зіпсувати продукт, при заготівлі малих об'ємів цей матеріал не застосовували.
Яблука мили дуже ретельно, іноді навіть з питною содою,, але плодоніжки зазвичай не видаляли. Це зберігало природну бактеріально-дріжджову мікрофлору, необхідну для початку бродіння. З XX століття мочені яблука все рідше заготовляють у дубових бочках, що збільшує ризик пліснявіння, тому тепер до їх підготовки ставляться ретельніше. У домашніх умовах квашені яблука консервують в емальованих відрах або скляних банках, відбираючи плоди без найменших ушкоджень і видаляючи неїстівні частини (плодоніжки, залишки оцвітини, листя). Ємності не герметизують, але ставлять під гніт, аби фрукти були повністю занурені в розчин.
Запуску ферментації сприяє підвищена температура, тому перші 3–4 дні мочені яблука витримують при температурі близько +15 °C… +18 °C. Опісля для запобігання швидкому перекисанню посуд ставлять у холодніше місце з температурою від 0 °C до +10 °C. Під час квашення час від часу підливають розсіл, щоби плоди постійно були глибоко занурені в рідину. За час приготування фрукти втрачають близько 6,3 % своєї первинної ваги. Зазвичай ферментативний процес триває 1―1,5 місяці, в домашніх умовах дозрівання може відбуватися швидше. В залежності від температури приміщення свої властивості квашені яблука зберігають від кількох тижнів (у хатніх умовах) до багатьох місяців (при охолодженні в льодовні). При порушенні технології мочені яблука можуть гірчити або вкриватися пліснявою. Останній недолік можна виправити, для цього видаляють зіпсовані плоди, перекладають неушкоджені в чистий посуд і заливають перевареним розсолом, за необхідності додаючи свіжої закваски. Іноді для запобігання перекисанню яблук їх переробляють на домашні консерви, закриваючи у герметичні банки.

## Подавання

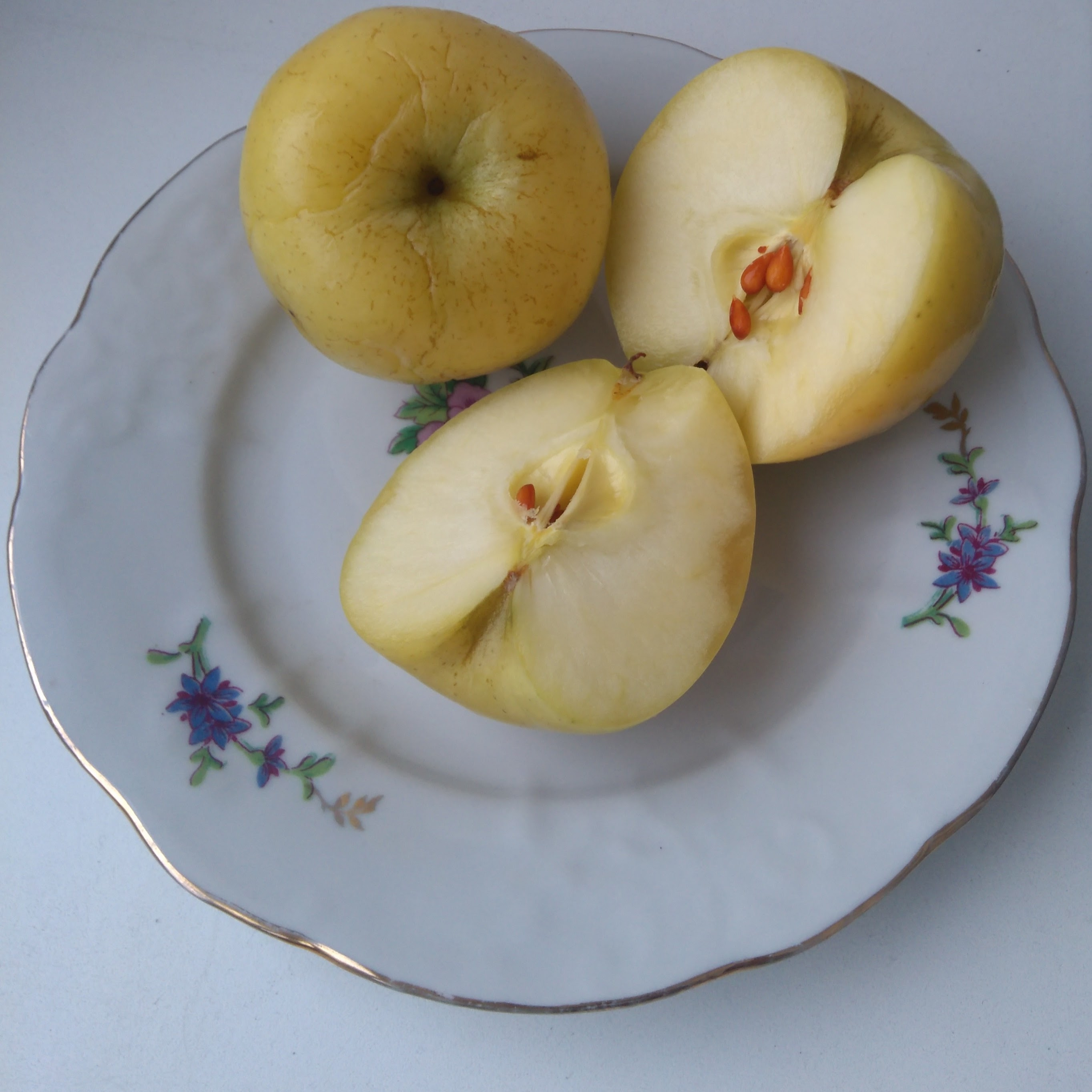
мочені (квашені) яблука в розрізі

Нарівні з іншими квашеними овочами мочені яблука використовують як пікантну закуску до калорійних наїдків. Їх не прийнято подавати як аперитив, на відміну від консервованих компотів цією закускою також не прийнято завершувати трапезу. Таким чином квашені яблука слугують гарніром тільки до других страв. Їхній смак добре поєднується зі смаком головчастої капусти, картоплі, м'яса, особливо дичини. Квашені яблука, як правило, відсутні в ресторанному меню, це — типово домашній продукт, який найчастіше споживають у родинному колі, чим обумовлений і спосіб подачі. Сервірують їх на стіл зазвичай цілими, хоча нарізання часточками припустиме і бажане. Цілі яблука викладають у вазу або компотницю, різані — у менажницю чи невелику таріль, крім того, різані яблука можна викласти і на порційну тарілку обабіч основної страви. В Росії квашені яблука часто розглядають як закуску до горілки.

## Подібні страви
Серед фруктів мочені яблука не мають точних відповідників, але під впливом західноєвропейської традиції маринування яблучною технологією квашення іноді користуються при заготівлі груш, слив, вишень. З традиційних продуктів найближче до мочених яблук за способом виготовлення стоять квашена капуста, мочені брусниці та мочені кавуни. Мариновані компоти можуть мати схожий кислуватий смак, однак принцип їх виготовлення інакший — в цих десертах плоди або швидко маринують протягом кількох годин, або герметично консервують із застосуванням сторонньої кислоти (оцту).
За призначенням до мочених яблук подібні такі кисло-солоні закуски як пікулі, квашені огірки, консервовані помідори, каперці, деякі фруктові соуси: реліш, мостарда, кислі різновиди чатні. Їх подають до жирних, здебільшого, м'ясних страв, однак смак цих продуктів надто відмінний.

## Вплив на здоров'я
Квашені яблука, подібно до свіжих, багаті на вітаміни, органічні кислоти, залізо, містять кальцій у легкозасвоюваній формі. В процесі ферментації в них з'являється молочна кислота і збільшується вміст вже наявної аскорбінової. Завдяки цьому їх здавна вважали добрим засобом проти скорбуту, у народній медицині радили вживати при анемії та остеопорозі, а також для запобігання йододефіциту. Наявність грубої клітковини і кислоти у цій закусці підвищує апетит, сприяє секреції шлункового соку і виділенню жовчі, посилює перистальтику кишечника, тому мочені яблука давали людям з гіпофункцією травлення, низькою кислотністю шлункового соку, закрепами.
Разом з тим, високий вміст кислот і подразнюючий вплив на органи шлунково-кишкового тракту може зашкодити особам з підвищеною кислотністю шлункового соку, розладами травлення. Квашені яблука не радять давати дітям до 5 років і людям з хворобами печінки, шлунка, підшлункової залози у стадії загострення.